# František Hirsche
František Hirsche (* Dezember 1878 in Prag; † 1971 in Brandýs nad Labem-Stará Boleslav) war ein böhmischer Bahnradfahrer.
Er nahm bei den Olympischen Sommerspielen 1900 am 2000-m-Sprint teil. Dort startete er im ersten Vorlauf, kam mit einem 4. Platz allerdings nicht über diesen hinaus und belegte im Endergebnis Platz 28.